# Чайковский, Станислав (художник)
Станислав Чайковский (пол. Stanisław Czajkowski; 9 марта 1878, Варшава — 20 августа 1954, Сандомир) — польский художник, педагог, профессор (1950). Младший брат художника Юзефа Чайковского.

## Биография
Учиться живописи начал под руководством Войцеха Герсон. Позже, в 1896—1903 и 1906—1907 годах учился в Краковской школе изящных искусств. Ученик Яцека Мальчевского, Юзефа Мехоффера, Леона Яна Вычулковского и Яна Станиславского.
В 1903 году стажировался в Мюнхенской академии художеств, затем в 1904—1906 г. — в Академии Жюлиана в Париже. После этого совершил поездку в Италию. Вернувшись на родину под впечатлением о пребывании в Италии, создал ряд картин.
В 1908 году стал членом Товарищества польских художников «Искусство» (пол. «Sztuka»).
Много путешествовал по Польше и Украине. 1914—1918 годы провёл в Голландии, где изучал произведения мастеров живописи XVII века, писал пейзажи, организовал персональные выставки в Гааге, Амстердаме и Роттердаме.
После окончания первой мировой войны, с 1926 г. поселился в Варшаве. В 1927—1928 г. — преподаватель курса пейзажа в столичной Школе изящных искусств. Затем в качестве ассистента Тадеуша Прушковского преподавал в Варшавской Академии изящных искусств, с 1950 года — профессор академии.

## Творчество
Станислав Чайковский — художник-пейзажист, также писал жанровые картины на сельскую тематику. В работах раннего периода ощутимо влияние Яна Станиславского.